# EuroInternational

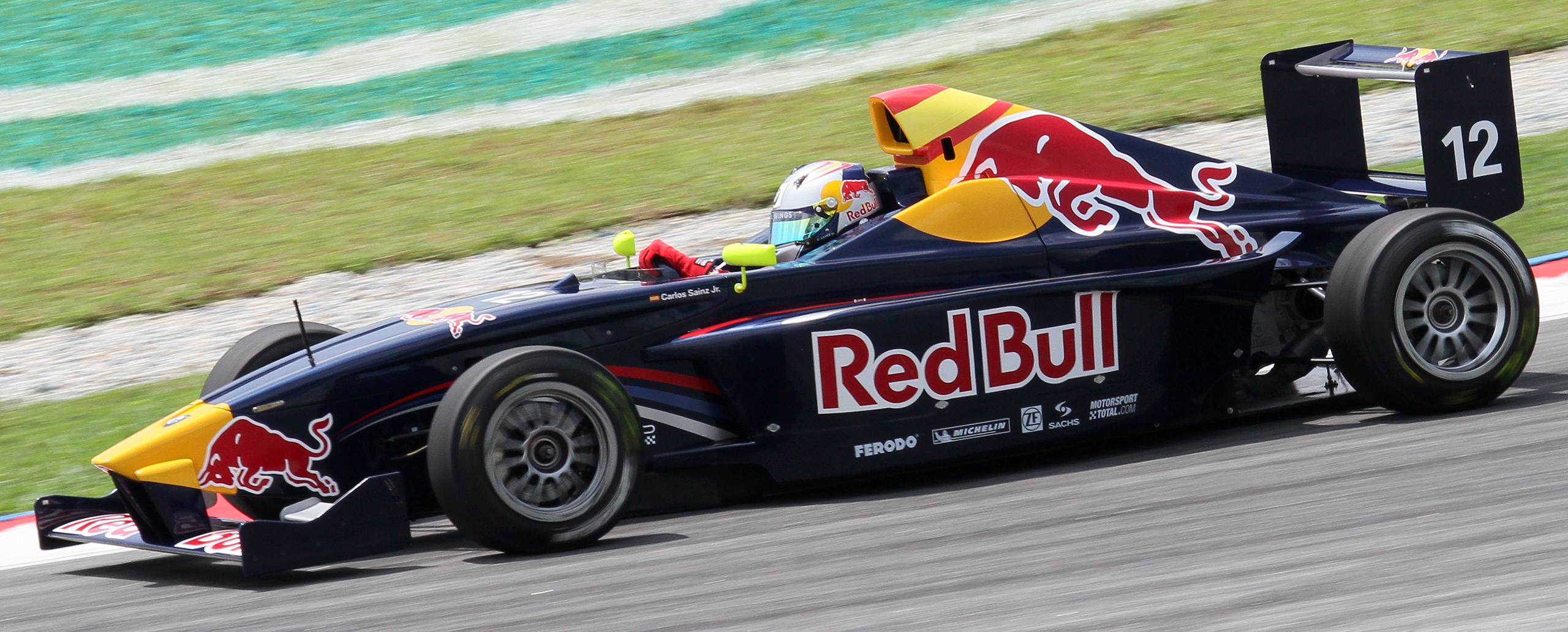
Formel-BMW-Auto von EuroInternational in den Red-Bull-Farben (2010)

EuroInternational ist ein italienisch-US-amerikanisches Automobilsport-Team, das überwiegend im Formelsport aktiv ist und dessen zwei Abteilungen Euro International Inc. (gegründet 1992) und EuroInternational Srl (2002 gegr.) ihre Hauptsitze in Indianapolis bzw. Novara haben. Es wird 2012 in der Formel Abarth, der Formel-Pilota-China-Serie, der JK Racing Asia Series sowie erstmals im Deutschen Formel-3-Cup antreten.

## Geschichte
Das Team wurde 1989 vom Italiener Antonio Ferrari als Euromotorsport Racing in den USA gegründet und nahm ab jenem Jahr an der Indy Car World Series teil. Es blieb der Serie bis einschließlich 1994 erhalten, wobei es vor allem mit Rookies solide Resultate erzielen konnte. 1994 und 1995 trat das Team in der IMSA World-Sports-Cars-Serie, dem Nachfolger der IMSA-GTP-Serie, an und erreichte gleich in seinem ersten Rennen in Road Atlanta den Sieg. 1995 erzielte es außerdem im Rahmen der Meisterschaft den zweiten Platz beim 24-Stunden-Rennen von Daytona und bestritt zudem die 24 Stunden von Le Mans. 1997 trat es in der Indy Racing League zum Rennen in Phoenix und dem Indianapolis 500 an, was für den Stall die hundertste Rennteilnahme auf dem höchsten Level des amerikanischen Monoposto-Sports bedeutete. Nachdem das Team 1998 und 1999 Dienstleistungen für die NASCAR, die Indy Racing League, die FIA International Sports Racing Series sowie für die American Le Mans Series erbrachte, kehrte es im folgenden Jahr unter dem Namen „Eurointernational“ auf die Rennstrecke zurück und nahm 2000 und 2001 an der US-amerikanischen Formel-3-Meisterschaft teil, in der es 2001 mit dem Brasilianer Luciano Gomide den Meister stellte. 2002 absolvierte es den Formel Renault 2000 Eurocup sowie die Winterserie der italienischen Formel Renault, ehe es 2003 und 2004 in den Formel Renault V6 Eurocup wechselte und im Anschluss daran von 2005 bis 2007 die Formel Renault 3.5 bestritt – 2004 gelang mit Giorgio Mondini die Fahrer- und Teammeisterschaft. 2003 und 2004 nahm das Team zusätzlich an der nordamerikanischen Fran-Am-2000- bzw. Formel-Renault-2000-Serie teil, in der 2004 der Argentinier Juan Martín Ponte triumphierte. Ab 2005 ging es in der Formel BMW USA bzw. Americas an den Start und gewann dort je vier Fahrer- und Teamtitel. Seit 2009 trat es darüber hinaus unregelmäßig und zumeist mit Gaststartern in der Formel BMW Pacific an und nimmt auch an deren Nachfolgemeisterschaft JK Racing Asia Series – nun allerdings Vollzeit – teil. 2008 stieg EuroInternational zudem in die Formel BMW Europe ein, belegte im Jahr 2009 mit Felipe Nasr und Daniel Juncadella die Plätze eins und zwei in der Fahrerwertung und blieb der Serie bis zu deren Ende 2010 treu. Im Jahr 2008 bestritt das Team mit mäßigem Erfolg die Superleague Formula sowie die Atlantic-Meisterschaft und 2010 die Italienische Formel-3-Meisterschaft. Außerdem engagiert sich der Rennstall seit 2011 in der europäischen und italienischen Formel Abarth sowie in deren asiatischem Ableger Formel Pilota China.
Am Ende der Saison 2011 wies die teameigene Statistik 105 Siege, 109 Pole Positions
und 147 Podiumsplatzierungen in 486 Rennen aus.

## Meister
- Luciano Gomide: United States Formula Three Championship (2001, inklusive Team-Meisterschaft)
- Giorgio Mondini: Formel Renault V6 Eurocup (2004, inklusive Team-Meisterschaft)
- Juan Martín Ponte: North American Formula Renault 2000 Championship (2004)
- Robert Wickens: Formel BMW USA (2006, inklusive Team-Meisterschaft)
- Daniel Morad: Formel BMW USA (2007, inklusive Team-Meisterschaft)
- Alexander Rossi: Formel BMW Americas (2008, inklusive Team-Meisterschaft) + Formel-BMW-Weltfinale
- Felipe Nasr: Formel BMW Europe (2009, inklusive Team-Meisterschaft)
- Gabby Chaves: Formel BMW Americas (2009, inklusive Team-Meisterschaft)
- Lucas Auer: JK Racing Asia Series (2011, inklusive Team-Meisterschaft)